# Audrys Juozas Bačkis
Audrys Juozas Bačkis (sinh 1937) là một Hồng y người Litva của Giáo hội Công giáo Rôma. Ông hiện đảm nhận vai trò Hồng y Đẳng Linh mục Nhà thờ Natività di Nostro Signore Gesù Cristo a Via Gallia. Trước khi hồi hưu, ông từng đảm nhận vai trò Tổng giám mục đô thành Tổng giáo phận Vilnius trong vòng 22 năm, từ năm 1991 đến năm 2013.
Xuất thân từ Giáo triều Rôma, nhưng Hồng y Audrys Juozas Bačkis chỉ từng đảm đương một số chức vụ trước khi được cho trở về quê hương lãnh đạo giáo phận, cụ thể, ông từng giữ các chức danh như: Phó Tổng Thư ký Tổng Thư ký Hội đồng Vấn đề Ngoại giao Tòa Thánh (1979–1988), Quyền Sứ thần Tòa Thánh tại Hà Lna (1988–19991). Tuy không đảm nhận nhiều vai trò tại quê hương cũng như giáo triều, nhưng Hồng y Bačkis thường đảm nhận nhiều vai trò quan trọng trong Hội đồng Giám mục địa phương, như Chủ tịch Hội đồng Giám mục Litva (1993–1999), Phó Chủ tịch Hội đồng Giám mục Litva (1999–2002), Chủ tịch Hội đồng Giám mục Litva (2002–2005), Phó Chủ tịch Hội đồng Giám mục Litva (2005–2011).

## Tiểu sử
Hồng y Audrys Juozas Bačkis sinh ngày 1 tháng 2 năm 1937, tại Kaunas, Litva. Sau quá trình tu học dài hạn tại các cơ sở chùng viện theo quy định của Giáo luật, ngày 18 tháng 3 năm 1961, Phó tế Bačkis, 24 tuổi, tiến đến việc được truyền chức linh mục. Cử hành nghi thức truyền chức cho tân linh mục là Hồng y Luigi Traglia, Quyền Giám quản Giáo phận Rôma. Tân linh mục là thành viên linh mục đoàn Tổng giáo phận Kaunas. Từ năm 1979, linh mục Bačkis đảm nhiệm vai trò Phó Tổng Thư ký Hội đồng Vấn đề Ngoại giao Tòa Thánh.
Sau 27 năm thi hành các công việc mục vụ trên cương vị cũng như thẩm quyền của một linh mục, ngày 5 tháng 8 năm 1988, Tòa Thánh thông báo Giáo hoàng đã quyết định tuyển chọn linh mục Audrys Juozas Bačkis, 51 tuổi, gia nhập Giám mục đoàn Công giáo Hoàn vũ, với vị trí được bổ nhiệm là Tổng giám mục Hiệu tòa Meta và Quyền Sứ thần Tòa Thánh tại Hà Lan. Lễ tấn phong cho vị giám mục tân cử được tổ chức sau đó vào ngày 4 tháng 10 cùng năm, với phần nghi thức truyền chức được cử hành cách trọng thể bởi 3 giáo sĩ cấp cao, gồm chủ phong là đương kim giáo hoàng, Giáo hoàng Gioan Phaolô II, hai vị giáo sĩ còn lại, với vai trò phụ phong, gồm có Hồng y Achille Silvestrini, Tổng trưởng Tối cao Pháp viện và Giám mục Juozas Preikšas, giám mục phụ tá Giáo phận Vilkaviškis. Tân giám mục chọn cho mình khẩu hiệu: SUB TUUM PRÆSIDIUM.
Công việc ngoại giao của Tổng giám mục Bačkis chấm dứt vào ngày 24 tháng 12 năm 1991 bằng quyết định từ Tòa Thánh loan báo bổ nhiệm ông về quê hương đảm trách vai trò Tổng giám mục đô thành Tổng giáo phận Vilnius. Ông đã cử hành các nghi thức nhận chức vụ cũng như giáo phận mới của mình vào ngày 3 tháng 3 năm 1992 sau đó.
Bằng Công nghị Hồng y 2001 được cử hành ngày 21 tháng 2 năm 2001, Giáo hoàng Gioan Phaolô II vinh thăng Tổng giám mục Audrys Juozas Bačkis tước vị danh dự Hồng y. Tân Hồng y thuộc đẳng Hồng y Linh mục và Nhà thờ Hiệu tòa được chỉ định là Nhà thờ Natività di Nostro Signore Gesù Cristo a Via Gallia. Tân Hồng y đã cử hành các nghi thức nhận nhà thờ hiệu tòa của mình vào ngày 19 tháng 5 cùng năm.
Ngày 5 tháng 4 năm 2013, Tòa Thánh chấp thuận đơn xin từ nhiệm của ông, vì lý do tuổi tác theo Giáo luật.
Tuy không đảm trách việc cai quản nhiều giáo phận, Hồng y Audrys Juozas Bačkis lại tích cực trong công việc quản trị giáo hội địa phương. Ông từng đảm nhiệm các chức danh quan trọng trong suốt gần 20 năm đảm nhận chức vụ tại quê hương, cụ thể, ông đảm nhận vai trò Chủ tịch Hội đồng Giám mục Litva trong hai giai đoạn, từ năm 1993 đến năm 1999 và từ năm 2002 đến năm 2005, Phó Chủ tịch Hội đồng Giám mục Litva trong hai giia đoạn từ năm 1999 đến năm 2002 và từ năm 2005 đến năm 2011.